# Ophrys marmarensis
Ophrys marmarensis är en orkidéart som beskrevs av Helmut Baumann och Siegfried Künkele. Ophrys marmarensis ingår i ofryssläktet, och familjen orkidéer. Inga underarter finns listade i Catalogue of Life.